# Helicopis manaos
Helicopis manaos är en fjärilsart som beskrevs av Felix Bryk 1953. Helicopis manaos ingår i släktet Helicopis och familjen Riodinidae. Inga underarter finns listade i Catalogue of Life.